# Aftermarket
Aftermarket ist der Sekundärmarkt im Bereich von Investitionsgütern (z. B. Maschinen) und langlebigen Konsumgütern (z. B. Automobile), der alle Waren und Dienstleistungen umfasst, die nach dem Kauf der ursprünglich erworbenen, primären Ware im Rahmen von deren Wartung, Reparatur und Nachrüstung geliefert oder erbracht werden. Es handelt sich also um den Verkauf von Service-Dienstleistungen und Teilen, die in unmittelbarem Bezug zu dem vorher verkauften Gut stehen, z. B. Betriebsstoffe und Zubehör.
Diejenigen Teile, die der Hersteller einer höherwertigen Ware nicht selber produziert, sondern zukauft, werden von sogenannten Erstausrüstern (englisch OEM) geliefert. Im Aftermarket-Geschäft wird entsprechend unterschieden zwischen den OEM-Teilen, die vom Erstausrüster der ursprünglichen Ware geliefert werden, und solchen des freien Teilemarktes (Independent Aftermarket, IAM).

## Bedeutung
Im Bereich der hochwertigen Investitionsgüter kommt dem Aftermarket eine immer größere Bedeutung zu. Dies ist darin begründet, dass hier oft Wartungs- und Instandhaltungsverträge mit langen Laufzeiten vereinbart werden, die für eine langfristige Kundenbindung und kontinuierlichen Umsatzstrom aus der Sicht des Anbieters sorgen. Das führt dazu, dass der Wartungs-Dienstleister die benötigten Ressourcen langfristig planen kann und damit die Möglichkeit hat, den damit verbundenen eigenen Ressourceneinsatz (Service-Techniker, Investitionsgut) bis zu drei Geschäftsbereiche verantwortlich zeichnen:
- Aftermarket (Verkauf von zugehörigen Teilen und Dienstleistungen)
- Rental (Vermietung, Leasing)
- Sales (Verkauf)

und die Renditestärke der gleichen Hierarchie folgt.

### Speziell im Automobilbereich
Neben den Fahrzeugherstellern bieten auch fremde Hersteller Ersatzteile zur Verwendung mit einem spezifischen Fahrzeugtyp an. Der Gesamtmarkt für diese Verschleiß-, Reparatur-, Zubehör- und Tuningteile wird als „Aftermarket“ bezeichnet.
Dabei unterscheidet man zwischen den beiden Bereichen des sogenannten freien Teilemarktes (Independent Aftermarket, IAM) und des gebundenen Teilemarktes, der oftmals in Anlehnung an die Bezeichnung OEM für Fahrzeughersteller auch OES (engl.: Original Equipment Service; übersetzt zu verstehen als Wartung und Reparatur mit Originalteilen) genannt wird. Die Abkürzung OES wird zudem auch für die Lieferanten in diesem Markt genutzt, welche die Ersatzteile zum Vertrieb über den Fahrzeughersteller unter dessen Marke produzieren.
Da viele Besitzer in Deutschland die Vertragswerkstätten der Fahrzeughersteller zu den Fahrzeug-Inspektionen innerhalb der Gewährleistungsfrist bzw. der Garantiezeit aufsuchen, entsteht der Aftermarket hier in der Regel erst nach Ablauf dieser Fristen. In anderen Ländern werden auch in den ersten Lebensjahren eines Fahrzeugs Ersatzteile aus dem Aftermarket verbaut.
In Deutschland wird der Automotive Aftermarket generell als der Markt bezeichnet, der nach dem Verkauf des Fahrzeuges an den Endkunden betreten wird. Der Automotive Aftermarket ist also zunächst unabhängig davon zu sehen, ob der Bedarf im freien oder gebundenen Markt gedeckt wird.
Die Margen im Aftermarket sind für die herstellenden Zulieferer meistens deutlich besser als im Verkauf an die Erstausrüstung bzw. den Fahrzeughersteller. Oftmals wird eine Zulieferung an einen Fahrzeughersteller erst durch das nachfolgende Aftermarketgeschäft gewinnbringend. Dennoch gibt es in vielen Bereichen durch Patente und vertragliche Vereinbarungen getroffene Sperrklauseln, die einen Vertrieb von Ersatzteilen durch den Lieferanten, unabhängig vom Fahrzeughersteller, verbieten.
Die weltweit größte Aftermarket-Messe ist die Automechanika in Frankfurt am Main. Darüber hinaus gibt es die Automechanika an vielen weiteren internationalen Standorten.